# Данай
Данай (на старогръцки: Δαναός, Danaos; на латински: Danaus) в древногръцката митология е син на Бел и Анхиноя, дъщерята на Нил. Той имал и брат близнак на име Египт. А според Еврипид и още двама други братя – Кефей и Финей. Бел заселил Данай в Либия, а Египт – в Арабия. Египт нарекъл земята по своето име. От многото си жени имал петдесет сина, а Данай имал петдесет дъщери – Данаиди. Когато Данай и Египт почнали борбата за власт, Данай от страх пред синовете на Египт построил кораб и качил на него дъщерите си, за да ги спаси.
Данай се заселил на Родос. Издигнал там статуя на Атина Линдийска. Оттам управлявал Аргос през 15 век пр.н.е. и царуващия там по това време Геланор му предал царската власт. Данай нарекъл жителите на страната данайци. В страната нямало вода, тъй като Посейдон пресушил всички извори, ядосан на Инах, който обявил земята за принадлежаща на богинята Хера. Поради това Данай изправил дъщерите си да намерят вода. Една от тях – Амимона разделила ложето си с бога Посейдон и той ѝ казал къде има извор.
Синовете на Египт, дошли в Аргос да призоват за примирие и да помолят дъщерите на Данай да се омъжат за тях. Данай не бил забравил, че е бил принуден да избяга от Египт и таял злоба в сърцето си. Съгласил се да ожени дъщерите си за синовете на Египт и ги разпределил някои чрез жребий, други според сходство на имената, а някой и без жребий. След като устроил сватбите дал на дъщерите си по един кинжал, с който да убият мъжете си. Само Хипермнестра пощадила мъжа си, защото я оставил девствена. Поради тази причина Данай я заключил в тъмница. Останалите му дъщери заровили главите на младите си съпрузи в Лерна, а телата им погребали зад градската стена.

## Дъщерите на Данай и отредените им синове на Египт
В Митологическата библиотека (I, 5) Аполодор посочва следните двойки:
Данаиди:
1. Хипермнестра – Линкей, без жребий
2. Горгофона – Протей
3. Автомат – Бусирис
4. Амимона – Енкелад
5. Лика – Агав
6. Дайфрона – Скай
7. Хиподамея – Истър
8. Родия – Хакодонт
9. Клеопатра – Агенор
10. Астерия – Хет
11. Главка – Алкид
12. Хипомедуса – Алкменор
13. Горга – Хипотой
14. Ифимедуза – Евхенор
15. Рода – Иполит
16. Пирена – Агаптолем
17. Дорион – Керкест
18. Фарта – Евридамант
19. Мнестра – Егий
20. Евипа – Аргий
21. Анаксабия – Архелай
22. Нело – Менемах
23. Клита – Клит
24. Сфенела – Сфенел
25. Хрисипа – Хрисип
26. Автоноя – Еврилох
27. Теано – Фант,
28. Електра – Перистен
29. Клеопатра – Герм
30. Евридика – Дриас
31. Главкипа – Потамон,
32. Антелия – Кисей
33. Клеодора – Лик
34. Евипа – Имбър
35. Ерато – Бромий
36. Стигна – Поликтор
37. Брика – Хтоний
38. Подарка – Ойней
39. Актея – Перифант
40. Диоксипа – Египт
41. Адита – Меналк
42. Окипета – Лампу
43. Пиларга – Идмон
44. Хиподика – Идас
45. Адианта – Дайфрон
46. Калидика – Пандион I/Пандион II
47. Ойма – Арбел
48. Келено – Хипербий
49. Хиперипа – Хипокорист

Подобен списък и в произведението на Хигин (Fab. 170), но там той се различава от този в „Библиотека“.